# Marieke van Everdingen
Maria Henrica Johanna van den Beuken-van Everdingen (1960) is een bijzonder hoogleraar aan de Universiteit Maastricht.

## Biografie
Van Everdingen studeerde geneeskunde aan de Universiteit Utrecht. In 1998 trad zij in dienst van het medisch centrum van de Maastrichtse universiteit als internist. Sinds 2004 werkt zij ook als pijnspecialist oncologische pijn. In 2009 promoveerde zij in Maastricht op Symptoms in patients with cancer. Per 1 augustus 2017 werd zij benoemd tot bijzonder praktijkhoogleraar Palliatieve Geneeskunde in Maastricht. Haar inaugurele rede hield zij op 22 december 2017.
Landelijk is ze betrokken bij opleidingen in de palliatieve zorg, alsmede bij het opstellen van richtlijnen daarvoor. Bovendien is zij betrokken bij leerboeken op dat gebied. In november 2015 kreeg zij vanwege haar activiteiten de Prijs Palliatieve Zorg Limburg 2015.

### Eigen werk
- Symptoms in patients with cancer. Maastricht 2009 (proefschrift).

### Betrokkenheid bij hand- en leerboeken
- Het palliatief formularium. Een praktische leidraad. Houten [etc.], 2003, 2004² en 2007³.
- Casusboek palliatieve zorg. Houten, 2010 en 2016².

- ORCID: 0000-0002-2446-2862